# Aad van Bergenhenegouwen
Aad van Bergenhenegouwen (Naaldwijk, 11 april 1961) is een Nederlands voormalig voetballer. Hij speelde van 1969 tot 1976 in de jeugd bij VV Naaldwijk. Tijdens deze periode werd hij uitgenodigd voor het Nederlands elftal onder de 15.  In 1976 ging hij als 2e jaars B-junior spelen voor de A1 van ADO Den Haag. Na twee seizoenen maakte hij de overstap naar het C-elftal van FC Den Haag, waar hij onder leiding van Piet de Zoete een sterke ontwikkeling doormaakte. Gedurende dit eerste jaar werd hij reeds door Piet de Visser uitgenodigd om tijdens vriendschappelijke wedstrijden deel uit te maken van het eerste elftal van Den Haag. Zodoende maakte hij op 17-jarige leeftijd zijn debuut voor het team van Piet de Visser. Ook werd hij vanaf deze periode regelmatig geselecteerd voor het Nederlands UEFA-team ( onder 18)
Na een jaar C-elftal maakte van Bergenhenegouwen de overstap naar de A-selectie. Tijdens de voorbereiding liet hij een prima indruk achter. Een basisplaats tijdens de opening van het seizoen bleek zijn deel. Door bovenmatig blessureleed keerde van Bergenhenegouwen in 1982  terug in de contreien van het amateurvoetbal. Hij ging voor VV Lyra spelen.